# Viktoria Fiereder
Viktoria Fiereder (* 1912 als Aloisia Fiereder; † n.e.) war eine Ordensfrau von der Kongregation der Schwestern vom Guten Hirten.
Sie war Provinzialoberin der Kongregation und verantwortete den Neubau des Mädchenheimes St. Gabriel in München. Von 1979 bis 1985 war sie Oberin von Kloster St. Josef in Salzburg.